# La Fortuna (serie de televisión)
La Fortuna fue una serie de televisión hispano-estadounidense de género de aventuras dirigida por Alejandro Amenábar que la coescribió con Alejandro Hernández para Movistar+. Está protagonizada por Álvaro Mel, Ana Polvorosa, Stanley Tucci y Clarke Peters, siendo una adaptación de la novela gráfica El tesoro del Cisne Negro, de Paco Roca y Guillermo Corral, que a su vez se basa en la historia de la fragata Nuestra Señora de las Mercedes. Se estrenó el 30 de septiembre de 2021.

## Sinopsis
Álex Ventura (Álvaro Mel), un joven e inexperto diplomático, se ve convertido sin proponérselo en el líder de una misión que pondrá a prueba todas sus convicciones: recuperar el tesoro submarino robado por Frank Wild (Stanley Tucci), un aventurero que recorre el mundo saqueando el patrimonio común de las profundidades del mar. Conformando un singular equipo con Lucía (Ana Polvorosa), una funcionaria de armas tomar, y Jonas Pierce (Clarke Peters), un brillante abogado norteamericano apasionado por las viejas historias de piratas, Álex emprenderá la aventura de su vida, descubriendo la importancia del amor, la amistad y el compromiso con aquello en lo que uno cree.

## Producción y rodaje
La Fortuna es una serie internacional de investigación y aventuras basada en la novela gráfica de Guillermo Corral y Paco Roca «El tesoro del Cisne Negro». Inició su rodaje en agosto de 2020 en localizaciones de la Comunidad de Madrid, Cádiz, Zaragoza, Galicia y País Vasco, para trasladarse en 2021 hasta escenarios norteamericanos. La serie cuenta con seis episodios de 45 minutos cada uno, siendo una coproducción internacional entre Movistar+, AMC Studios y MOD Pictures. El canal AMC fue el encargado de emitir la serie en Estados Unidos, Canadá, Caribe y Latinoamérica. El primer teaser de la serie fue lanzado en junio de 2021, con el anuncio de su estreno para septiembre del mismo año.

## Reparto
- Álvaro Mel como Álex Ventura
- Ana Polvorosa como Lucía Vallarta
- Clarke Peters como Jonas Pierce
- Stanley Tucci como Frank Wild
- Karra Elejalde como Enrique Moliner
- T'Nia Miller como Susan McLean
- Blanca Portillo como Zeta
- Alfonso Lara como Mazas
- Indy Lewis como Amy Wild
- Sharon D. Clarke como Maggie
- Duncan Pow como Tony
- Manolo Solo como Horacio Valverde
- Nico Romero como Diego de Alba
- Pedro Casablanc como Embajador Arribas
- Vicente Vergara como Bustamante
- Claudio Bandini como Presidente Díaz
- Sergio Abelaira como Espinosa
- Inma Ochoa como Bego
- Jimmy Shaw como Billy
- Ana López Segovia como Marisa
- David Comrie como Victor
- Jonah Russell como Teniente Stanton
- Sara Stewart como Jueza Ellis
- Marjorie Glantz como Liz
- Mari Carmen Sánchez como Pilar
- Jorge Asín como Capitán Fuentes
- Juan Carlos Vellido como Lucas Martos
- Elías Pelayo como Capitán Portillo
- Marta Belmonte como María Esperanza
- Paqui Pérez Martín como Heredera

## Capítulos
| N.º | Título       | Dirigido por       | Escrito por                              | Fecha de lanzamiento original |
| --- | ------------ | ------------------ | ---------------------------------------- | ----------------------------- |
| 1   | «Episodio 1» | Alejandro Amenábar | Alejandro Amenábar y Alejandro Hernández | 30 de septiembre de 2021      |
| 2   | «Episodio 2» | Alejandro Amenábar | Alejandro Amenábar y Alejandro Hernández | 30 de septiembre de 2021      |
| 3   | «Episodio 3» | Alejandro Amenábar | Alejandro Amenábar y Alejandro Hernández | 8 de octubre de 2021          |
| 4   | «Episodio 4» | Alejandro Amenábar | Alejandro Amenábar y Alejandro Hernández | 15 de octubre de 2021         |
| 5   | «Episodio 5» | Alejandro Amenábar | Alejandro Amenábar y Alejandro Hernández | 22 de octubre de 2021         |
| 6   | «Episodio 6» | Alejandro Amenábar | Alejandro Amenábar y Alejandro Hernández | 29 de octubre de 2021         |

## Reconocimientos
| Año  | Premiación    | Categoría                              | Nominado(s)    | Resultado | Ref.  |
| ---- | ------------- | -------------------------------------- | -------------- | --------- | ----- |
| 2021 | Premios Feroz | Mejor serie dramática                  | La Fortuna     | Nominada  | [ 8 ] |
| 2021 | Premios Feroz | Mejor actriz protagonista de una serie | Ana Polvorosa  | Nominada  | [ 8 ] |
| 2021 | Premios Feroz | Mejor actor de reparto de una serie    | Karra Elejalde | Nominado  | [ 8 ] |

## Emisión

### España
- 2021 - 2022: Movistar Plus+
- 2023: Ten (canal de televisión)

### Fuera de España
- 2021 - 2022 - 2023: Movistar Plus+ (Hispanoamérica)